# Andreas Meier
Pour les articles homonymes, voir Meier.
Andreas Meier, né le 11 février 1962 à Leuggern (originaire de Würenlingen), est une personnalité politique suisse, membre du  Centre. 
Il est député du canton d'Argovie au Conseil national depuis fin février 2023. 

## Biographie
Andreas Meier naît le 11 février 1962 à Leuggern, dans le canton d'Argovie. Il est originaire de Würenlingen, dans le district voisin.
Ingénieur agronome et œnologue diplômé, il exerce la profession de viticulteur. Il est le propriétaire de la pépinière viticole, créée en 1921, et du vignoble familial Sternen à Würenlingen,. S'étendant sur 13 hectares, celui-ci produit environ 120 000 bouteilles l'an de différents cépages.
Il a le grade de sous-officier à l'armée.
En couple et père de trois enfants, il réside à Klingnau.

## Parcours politique
Il siège au Grand Conseil du canton d'Argovie de 2017 à  la fin juin 2022.
Il accède au Conseil national le 27 février 2023 à la suite de la démission de Ruth Humbel. Il siège au sein de la Commission de la politique de sécurité (CPS).
Il est réélu en 2023.